# Dzitwa
Dzitwa (lit. Ditva, biał. Дзітва) – rzeka na Litwie oraz w werenowskim i lidzkim rejonach Białorusi, prawy dopływ Niemna. Długość 93 km, w granicach Białorusi ~90 km. Zlewnia 1220 km². Przepływ wody u ujścia 8,2 m³/s. średnie nachylenie koryta 0,4‰.

## Główne dopływy
Prawe: Raduńka, Czerniawka. Lewe: Kamienka, Wosawa, Krupka, Lidoja.

## Przebieg
Wypływa w pobliżu Ejszyszek na Litwie. 1,2 km od Dowgierdziszek przekracza granicę Białorusi. Dalej płynie przez Równinę Lidzką, w dolnym biegu po Nizinie Niemna. Ujście 1,3 km od wioski Beniawicze w rejonie lidzkim. 
Dolina wyraźna, jej szerokość do ujścia Krupki 1—2,5 km, poniżej 0,6—1,1 km. płytki kanion, tereny zalewowe zabagnione, szerokość 500 m do 1 km. Koryto od granicy z Litwą (50 km) w kanale, dalej meandruje, dzieli się na odnogi, szerokość rzeki w granicach 20—25 m, w górnym biegu 5—10 m.